# Старая Кедровка
Старая Кедровка — упразднённый посёлок в Кемеровской области. На момент упразднения входила в состав Пионерского поссовета. Исключен из учётных данных в 1988 году.

## География
Посёлок располагался в месте слияния рек Еловка и Кедровка, в 2 км к западу от посёлка Кедровка.

## История
Деревня Кедровка была основана в 1726 г. В 1926 году состояла из 204 хозяйств. В административном отношении являлась центром Кедровского сельсовета Кемеровского района Кузнецкого округа Сибирского края.
С развитием добычи угля восточнее деревни был образов новый одноимённый рабочий посёлок, а за деревней со временем закрепилось название Старая Кедровка.
Решением Кемеровского ОИК № 77 от 14 марта 1988 года посёлок исключен из учётных данных.

## Население
По переписи 1926 г. в деревне проживало 928 человек (450 мужчин и 478 женщины), основное население — русские.